# 龍之湖太郎
龍之湖太郎（日语：たつのこ たろう，1986年6月25日—）是日本的輕小說作家。代表作為《問題兒童都來自異世界？》。電視動畫於2013年一月放映。

## 主要作品

### 輕小說
- 《問題兒童都來自異世界？》問題兒童系列第一部（插畫：天之有、角川Sneaker文庫、角川書店），2011年3月31日開始發行，12卷，完結。
- 《問題兒童的最終考驗》問題兒童系列第二部（插畫：ももこ、角川Sneaker文庫、角川書店），2015年6月1日開始發行，現行8卷，連載中。
- 《百萬王冠》，2017年10月1日開始發行，現行5卷，連載中。

### 網路短篇
- 《懸崖上的少女》問題兒童系列外傳，劇情時間在《問題兒童的最終考驗》第三集之前，「No Name」與其首領春日部耀的短篇故事。
- 《敵托邦篇》問題兒童系列外傳，劇情時間在箱庭世界遠古時代的敵托邦戰爭時期，以因陀羅(帝釋天)與金絲雀等人為主角。
- 《衰微之風篇》問題兒童系列外傳，於《問題兒童的最終考驗》第四集後記中預告將會發表。即新作《百萬王冠》。

### 漫畫
- 問題兒童都來自異世界？（作畫：七桃りお、角色原案：天之有、『月刊Comp Ace』、角川書店）
- 問題兒童都來自異世界？ 乙（作画：坂野杏梨、角色原案：天之有、『月刊Dragon Age』、富士見書房）

## 外部連結
- 龍之湖太郎的X（前Twitter）